# Snowboard na ZOI 2014.
Natjecanja u snowboardu na Zimskim olimpijskim igrama 2014. održana su u Rosa Khutor Extreme Parku od 6. do 22. veljače.

## Natjecanja

### Muškarci
| disciplina           | zlato               | bodovi | srebro          | bodovi | bronca        | bodovi |
| paralelni slalom     | Vic Wild            |        | Žan Košir       |        | Benjamin Karl |        |
| paralelni veleslalom | Vic Wild            |        | Nevin Galmarini |        | Žan Košir     |        |
| halfpipe             | Iouri Podladtchikov | 94.75  | Ayumu Hirano    | 93.50  | Taku Hiraoka  | 92.25  |
| slopestyle           | Sage Kotsenburg     | 93,50  | Ståle Sandbech  | 91,75  | Mark McMorris | 88,75  |
| snowboard cross      | Pierre Vaultier     |        | Nikolaj Oljunin |        | Alex Deibold  |        |

### Žene
| disciplina           | zlato              | bodovi | srebro            | bodovi | bronca          | bodovi |
| paralelni slalom     | Julia Dujmovits    |        | Anke Karstens     |        | Amelie Kober    |        |
| paralelni veleslalom | Patrizia Kummer    |        | Tomoka Takeuchi   |        | Alena Zavarzina |        |
| halfpipe             | Kaitlyn Farrington | 91.75  | Torah Bright      | 91.50  | Kelly Clark     | 90.75  |
| slopestyle           | Jamie Anderson     | 95,25  | Enni Rukajärvi    | 92,50  | Jenny Jones     | 87,25  |
| snowboard cross      | Eva Samková        |        | Dominique Maltais |        | Chloé Trespeuch |        |